# Cherryblossom
Cherryblossom est un groupe de rock japonais, notamment connu pour avoir réalisé plusieurs génériques de l'anime Katei Kyōshi Hitman Reborn!.

## Membres
- MEEKO - Chant et rap
- MAICO - Chant
- 83 - Guitare basse
- Yucchi (ゆっち?) - Batterie

## Discographie

### Albums
- GO! (3 septembre 2008)
- Jikū (時空?) (20 janvier 2010)

### Singles
- RiskyGirl (25 juillet 2007)
- DIVE TO WORLD (5 décembre 2007)
- 春風LOVER SONG (Haru Kaze Lover Song) (12 mars 2008)
- CYCLE (30 juillet 2008)
- 桜ロック (Sakura Rock) (18 février 2009)
- 星空トライアングル  (Hoshizora Triangle) (19 août 2009)
- 夢のマニュアル (Yume No Manual) (2 décembre 2009)